# Staňkovice u Litoměřic

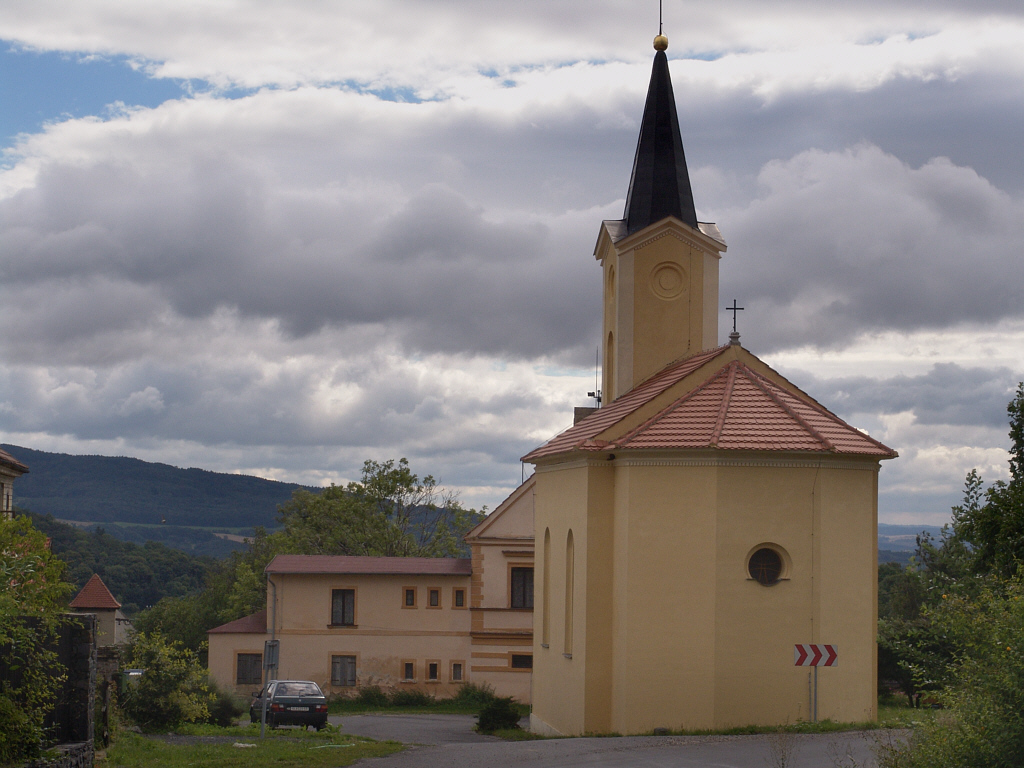
Dorfkapelle

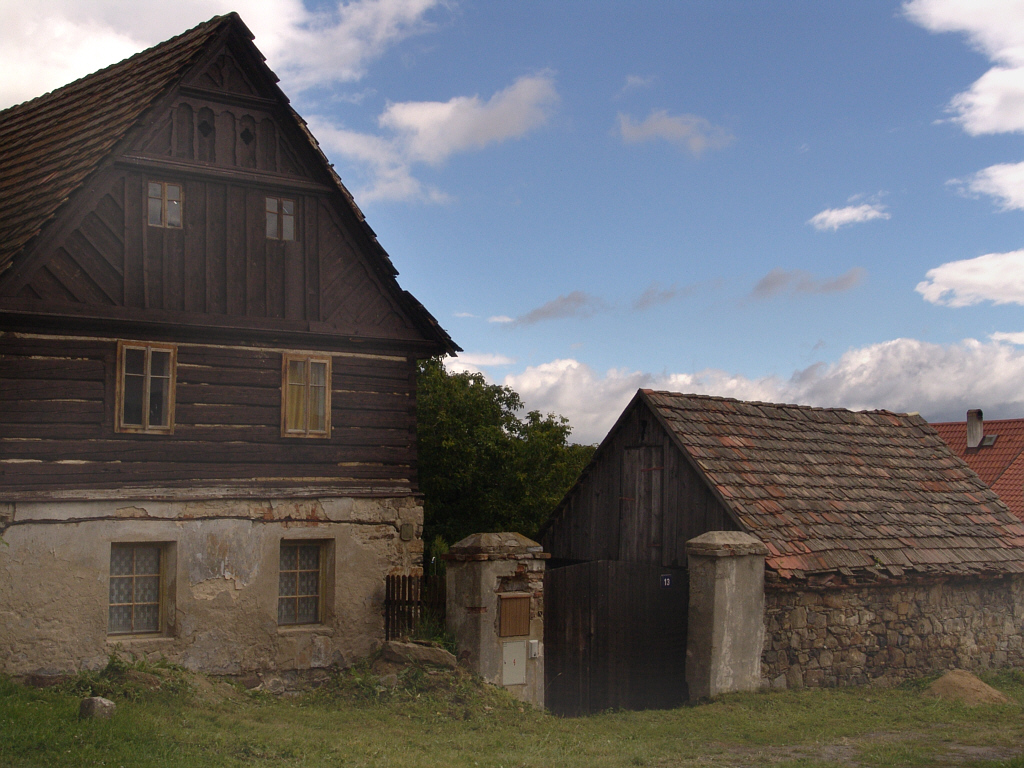
Alter Hof

Staňkovice (deutsch Stankowitz) ist ein Dorf im Okres Litoměřice, in Tschechien.
Die Gemeinde hat 30 Einwohner (1. Januar 2004) und liegt im Böhmischen Mittelgebirge am Ostabhang des Langen Berges in einer Höhe von 388 m ü. d. M. Sie befindet sich sieben Kilometer nordöstlich von Litoměřice.

## Geschichte
Die erste schriftliche Erwähnung von Stanchouici erfolgte 1255 in einer in Znojmo ausgestellten Urkunde, in der der Streit zwischen dem Stift Břevnov und den Johanniterorden über den Zehnt des zur Johanniterkommende Ploskovice gehörigen Hofes mit den Dörfern Pohořany, Trnovany und Podviní beigelegt wurde. Nach den Hussitenkriegen erwarben die Herren von Ruppau (Roupov) den Hof. Seit 1545 ist die Existenz einer Feste überliefert. Nach der Schlacht am Weißen Berg wurden die Güter des Wenzel Wilhelm von Roupov konfisziert.
1711 wurde auf dem Dorfplatz die erste Kapelle erbaut, die 1724 der Jungfrau Mariä Himmelfahrt geweiht wurde. 1867 wurde sie abgetragen und durch einen größeren Neubau ersetzt wurde. Ein Jahr später wurde diese dem hl. Prokop geweiht. 1850 hatte das Dorf 256 Einwohner. Die Wohngebäude der Ortschaft sind Steinhäuser im Neurenaissance- und Empirestil sowie rustikale Holzbauten. Nach 1930 hatte Staňkovice 41 Häuser und über 150 Bewohner.
Die dort ansässige Bevölkerung lebte vor 1945 von Hopfen- und Obstanbau sowie von Viehzucht. Aus in der Nähe liegenden Steinbrüchen wurden Steine gebrochen, aus denen man Türstöcke und Stufen herstellte.